# George Landis Arboretum

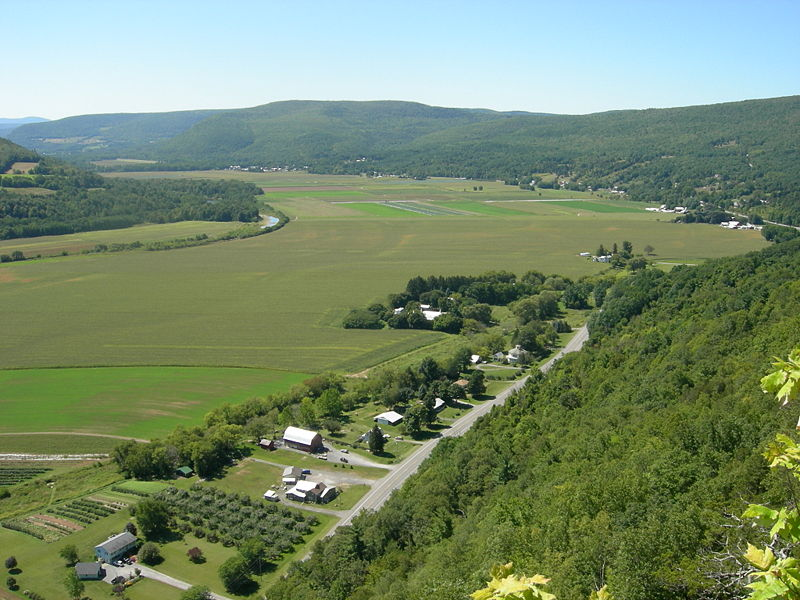
Vroman's Nose en el Schoharie Valley del estado de Nueva York.

El Arboreto George Landis en inglés: George Landis Arboretum es un jardín botánico de 80 hectáreas (200 acres) de extensión, de los cuales 16 hectáreas (40 acres) se dedican a colecciones y exhibiciones formales de plantas, que se encuentra en el Schoharie Valley cerca de Esperance, estado de Nueva York. Es miembro del North American Plant Collections Consortium gracias a ser el depositario de la colección nacional de Quercus de la región noreste de Estados Unidos (con 14 taxones, 9 spp. ). Su código de reconocimiento internacional como institución botánica es GLARB

## Localización
George Landis Arboretum Esperance,
New York 12066 EE. UU.
- Teléfono: (518) 875 6935

Se encuentra abierto al público en las horas de luz del día, todos los días del año.

## Historia
El arboreto actual data de 1928, cuando Fred Lape comenzó a plantar árboles en colaboración con el colector de plantas George Landis. Recogieron plantas en estado silvestre, y por intercambio de semilla con otros viveros, arboretos, y jardines botánicos. Los cultivos de Lape dieron lugar a un amplio número de conocidos cultivares, incluyendo Rododendro x 'Esperance' , Syringa vulgaris 'Schoharie' (lila), Chaenomeles speciosa 'George Landis' (membrillo), y algunos cultivares innombrados de Malus pumila variedades niedzwetzkyana (manzanos silvestres).

## Colecciones
El George Landis Arboretum alberga unos 2000 especímenes etiquetados, con plantaciones de árboles, de arbustos, y de plantas herbáceas perennes de alrededor del mundo. Las otras áreas consisten en áreas naturales preservadas, arbolados y campos abiertos, con 13 kilómetros (8 millas) de senderos.
Las colecciones del Landis incluyen: Fagus, Buckleya distichophylla, clematis, manzanos silvestres, piceas, lilas, robles (14 especies), pinos, rhododendron y azaleas, abetos, y coníferas enanas. La colección de abetos (Abies) es uno de los grupos de ábetos maduros más completos de la región oriental de los Estados Unidos, con sesenta especies.
Entre las especies de sus colecciones, se encuentran:
- Abies alba, A. amabilis, A. balsamea, A. cephalonica, A. concolor, A. fraseri, A. grandis, A. holophylla, A. homolepis, A. lasiocarpa, A. nephrolepis, A. nordmanniana, A. pinsapo, A. procera, A. recurvata, A. sachalinensis
- Acer campestre, A. cappadocicum, A. carpinifolium, A. diabolicum, A. ginnala, A. griseum, A. negundo, A. nikoense, A. palmatum, A. pensylvanicum, A. platanoides, A. rubrum, A. saccharinum, A. saccharum, A. spicatum, A. tataricum, A. truncatum
- Actinidia arguta
- Aesculus glabra, A. hippocastanum, A. parviflora, A. pavia
- Akebia quinata
- Alnus hirsuta
- Amelanchier canadensis, A. laevis
- Amorpha fruticosa
- Ampelopsis brevipedunculata
- Aralia spinosa
- Arctostaphylos uva-ursi
- Aronia arbutifolia, A. melanocarpa
- Asimina triloba
- Berberis amurensis, B. koreana, B. sieboldii, B. thunbergii
- Betula alleghaniensis, B. papyrifera, B. pendula, B. populifolia
- Buckleya distichophylla
- Buxus microphylla, B. sempervirens
- Callitropsis nootkatensis
- Campsis radicans
- Caragana sp
- Carpinus betulus, C. caroliniana
- Carya ovata
- Caryopteris x clandonesis
- Castanea crenata, C. dentata
- Catalpa ovata, C. speciosa
- Celastrus orbiculata
- Celtis occidentalis
- Cephalanthus occidentalis
- Cercidiphyllum japonicum
- Cercis canadensis, C. chinensis
- Chaenomeles speciosa
- Chamaecyparis obtusa, C. pisifera, C. thyoides
- Chamaedaphne calyculata
- Chionanthus virginicus
- Cladrastis kentuckea
- Clematis sp.
- Clethra alnifolia
- Cornus alternifolia, C. amomum, C. florida, C. kousa, C. mas, C. racemosa, C. rugosa, C. sericea
- Corylus americana, C. colurna
- Cotinus coggygria
- Cotoneaster adpressus, C. apiculatus, C. horizontalis, C. wardii
- Crataegus chrysocarpa, C. crus-galli, C. laevigata, C. mollis, C. phaenopyrum, C. viridis
- Daphne cneorum, D. mezereum
- Deutzia gracilis, D. scabra
- Diospyros virginiana
- Enkianthus campanulatus
- Euonymus alatus, E. atropurpurea, E. europaea, E. kiautschovicus, E. oxyphylla, E. yedoensis
- Exochorda racemosa
- Fagus grandifolia, F. sylvatica
- Forsythia x intermedia, F. ovata
- Fothergilla major
- Fraxinus america, F. excelsior, F. nigra, F. ornus, F. oxycarpa, F. pennsylvanica, F. quadrangulata, F. sieboldiana
- Genista tinctoria
- Ginkgo biloba
- Gleditsia triacanthos
- Gymnocladus dioicus
- Halesia carolina
- Hamamelis mollis, H. virginiana
- Hibiscus syriacus
- Hippophae rhamnoides
- Hydrangea anomala, H. arborescens, H. paniculata, H. petiolaris, H. quercifolia
- Ilex crenata, I. glabra, I. macropoda, I. opaca, I. verticillata, I. yunnanensis
- Juglans cinerea, J. nigra, J. sieboldiana
- Juniperus chinensis, J. communis, J. procumbens, J. rigida, J. squamata, J. virginiana
- Kalmia latifolia
- Kerria japonica
- Koelreuteria paniculata
- Larix decidua, L. gmelini, L. kaempferi, L. laricina, L. sibirica
- Lespedeza cyrtobotrya, L. thunbergii
- Leucothoe fontanesiana
- Ligustrum amurense
- Lindera benzoin
- Liquidambar styraciflua
- Liriodendron tulipifera
- Lonicera dioica, L. korolkowii, L. quinquelocularis, L. ramosissima, L. serotina, L. syringantha
- Lyonia ligustrina
- Maackia amurensis
- Maclura pomifera
- Magnolia kobus, M. stellata, M. virginiana
- Mahonia aquifolium
- Malus baccata, M. floribunda, M. hupehensis, M. ioensis, M. pumila, M. sargentii, M. spectabilis, M. toringoides
- Menispermum canadense
- Metasequoia glyptostroboides
- Morus alba
- Myrica gale
- Neillia sinensis
- Nemopanthus mucronatus
- Nyssa sylvatica
- Orixa japonica
- Oxydendrum arboreum
- Parrotia persica
- Paxistima canbyi
- Penstemon davidsonii menziesii
- Periploca graeca
- Phellodendron amurense
- Philadelphus sp
- Photinia villosa
- Physocarpus opulifolius
- Picea abies, P. alcoquiana, P. engelmannii, P. glauca, P jezoensis, P. mariana, P. obovata, P. omorika, P. orientalis, P. pungens, P. rubens, P. schrenkiana, P. sitchensis, P. torano, P. wilsonii
- Pieris japonica
- Pinus armandii, P. attenuata, P. banksiana, P. cembra, P. contorta, P. densiflora, P. echinata, P. flexilis, P. heldreichii, P. jeffreyi, P. koraiensis, P. mugo, P. nigra, P. parviflora, P. ponderosa, P. resinosa, P. rigida, P. strobus, P. sylvestris, P. tabuliformis, P. virginiana
- Platanus occidentalis
- Platycladus orientalis
- Populus alba, P. deltoides, P. grandidentata, P. nigra, P. tremuloides
- Potentilla fruticosa, P. villosa
- Prunus americana, P. fruticosa, P. glandulosa, P. incisa, P. mahaleb, P. sargentii, P. serotina, P. spinosa, P. subhirtella, P. virginiana
- Pseudolarix amabilis
- Pseudotsuga menziesii
- Ptelea trifoliata
- Pyracantha coccinea
- Pyrus calleryana, P. communis, P. salicifolia
- Quercus acutissima, Q. alba, Q. bicolor, Q. coccinea, Q. imbricaria, Q. macrocarpa, Q. marilandica, Q. mongolica, Q. palustris, Q. petraea, Q. prinoides, Q. prinus, Q. robur, Q. rubra, Q. shumardii, Q. stellata, Q. velutina
- Rhamnus cathartica, R. frangula, R. japonica
- Rhododendron arborescens, R. bakeri, R. brachycarpum, R. brachycarpum, R. calendulaceum, R. canadense, R. carolinianum, R. catawbiense, R. dauricum, R. fauriei, R. fortunei, R. japonicum, R. kaempferi, R. keiskei, R. luteum, R. metternichii, R. mucronalatum, R. mucronulatum, R. schlippenbachii, R. smirnowii, R. sutchuenense, R. vaseyi, R. viscosum, R. yakusimanum, R. yedoense
- Rhus typhina
- Ribes odoratum
- Rosa blanda, R. palustris, R. rubrifolia
- Rubus odoratus
- Salix alba, S. babylonica, S. caprea, S. helvetica, S. matsudana, S. melanostachys, S. purpurea
- Sassafras albidum
- Sciadopitys verticillata
- Securinega suffruticosa
- Sorbus alnifolia, S. americana, S. aria, S. aucuparia, S. discolor, S. matsumurana, S. scopulina
- Spiraea bullata, S. japonica, S. thunbergii
- Staphylea bumalda, S. colchica, S. trifolia
- Stuartia pseudocamellia, S. sinensis
- Styrax japonica
- Symplocos paniculata
- Syringa josikaea, S. komarowi, S. oblata, S. patula, S. pekinensis, S. reflexa, S. reticulata, S. sweginzowii, S. villosa, S. vulgaris, S. wolfi, S. yunnanensis
- Tamarix parviflora
- Taxodium distichum
- Taxus baccata, T. cuspidata
- Thuja koraiensis, T. occidentalis, T. plicata
- Tilia americana, T. cordata
- Tsuga canadensis, T. caroliniana
- Ulmus americana, U. fulva, U. parvifolia, U. pumila
- Vaccinium corymbosum
- Vancouveria hexandra
- Viburnum bitchiuense, V. cassinoides, V. dentatum, V. dilatatum, V. farreri, V. fragrans, V. hupehense, V. lantana, V. lentago, V. opulus, V. plicatum, V. rhytidophyllum, V. sargentii, V. trilobum
- Weigela sp.
- Zelkova serrata

- El herbario Baim con unos 5000 pliegos, se encuentra unido al arboreto desde 1990, con las colecciones los Adirondacks, del noreste y del sureste de los estados americanos, y del Pacífico Sur. Incluye una flora casi completa del Condado de Schenectady.